# Чен Дусју
Чен Дусју (8. октобар 1879 – 27. мај 1942) био је кинески филозоф и социјалистички политичар, познат као оснивач и први генерални секретар Комунистичке партије Кине.

## Биографија
Рођен у релативно имућној и утицајној породици чиновника под владавином династије Ћинг, Чен Дусју је још за време школовања стекао аверзију према конфучијанству и традиционалним вредностима. Као младић је отишао на школовање у Јапан где се упознао са социјализмом и прикључио дисидентском покрету. Подржавао је Синхајску револуцију и вратио се у сада републиканску Кину, али је био незадовољан дометом промена, те је године 1919. постао члан Покрета 4. маја.
Чен, који се почео занимати за марксизам је године 1921. изабран за првог генералног секретара КПК. Блиско је сарађивао са Коминтерном, али и националистичком партијом Куоминтанг, са којом је створен савез у борби против конзервативних господара рата и непопуларне беијаншке владе. Када је савез раскинут након Шангајског масакра, Чен Дусју је постао предметом критика од стране партијског чланства те је смењен. Са временом се почео разилазити са новим младим вођом Мао Цедунгом, поготово по питању улоге сељаштва у будућој револуцији. Са временом је маргинализован у Партији, те је почео критиковати совјетског вођу Стаљина и приближио се Троцком. Године 1932. су га ухапсиле куоминтаншке власти, али је 1937. пуштен и повукао се из јавног живота. Умро је од срчаног удара.